# Vitkovac (Aleksinac)
Pour les articles homonymes, voir Vitkovac.
Vitkovac (en serbe cyrillique : Витковац) est un village de Serbie situé dans la municipalité d'Aleksinac, district de Nišava. Au recensement de 2011, il comptait 296 habitants.

## Démographie

### Évolution historique de la population
| 1948 | 1953 | 1961 | 1971 | 1981 | 1991 | 2002 | 2011 |
| ---- | ---- | ---- | ---- | ---- | ---- | ---- | ---- |
| 730  | 718  | 702  | 616  | 549  | 479  | 398  | 296  |

|  |